# У Юе (плавчиня)
У Юе (8 жовтня 1997) — китайська плавчиня.
Призерка Чемпіонату світу з плавання на короткій воді 2018 року.
Переможниця Азійських ігор 2018 року.